# Erygia
Erygia là một chi bướm đêm thuộc họ Erebidae.

## Loài
- Erygia apicalis Guenée, 1852